# Sociedad agraria de transformación
Una Sociedad agraria de transformación (SAT) es en el Derecho español una sociedad civil de finalidad económico-social constituida para la producción, transformación y comercialización de productos agrícolas, ganaderos o forestales, la realización de mejoras en el medio rural, la promoción y desarrollo agrario y la prestación de servicios comunes que sirvan a esa finalidad.
Las principales diferencias con las cooperativas se derivan de que a las sociedades agrarias de transformación no les afectan como a las primeras los principios de «libre adhesión y baja voluntaria de los socios», «puertas abiertas» o «variabilidad del número de socios y del capital social», y en que los acuerdos económicos en los que los socios se comprometen estatutariamente puede utilizarse el voto proporcional a la participación individual de capital social suscrito por los mismos en lugar de la regla cooperativa de «un socio, un voto».